# Die ideale Gattin (Operette)
Die Ideale Gattin ist eine Operette in drei Akten des Komponisten Franz Lehár. Das Libretto stammt von Julius Brammer und Alfred Grünwald. Die Uraufführung fand am 11. Oktober 1913 im Theater an der Wien in Wien statt. Bei der Premiere dirigierte der Komponist selbst unter der Besetzung von Paul Guttmann, Mizzi Günther, Hubert Marischka, Louis Kartousch, Ernst Tautenhayn und Otto Storm.
Bei dem Werk handelt es sich um eine komplette Überarbeitung der Lehár Operette Der Göttergatte. Diese basierte auf Kleists Amphitryon und spielte dementsprechend in der Antike. Die Neufassung spielt in der Gegenwart der Entstehungszeit, also um 1913, im spanischen Badeort San Sebastian. Die Überarbeitung des Stückes war vom Lustspiel Die Zwillingsschwester von Ludwig Fulda inspiriert. Deshalb kam es zu einem Gerichtsprozess aufgrund von Plagiatsvorwürfen, welchen die Librettisten jedoch gewannen. Da das Werk aber nicht den erhofften Erfolg brachte, kam im Jahr 1921 unter dem Titel Die Tangokönigin eine weitere Bearbeitung heraus, deren Erfolg sich ebenfalls in Grenzen hielt. Auch die Tangokönigin spielt in demselben spanischen Badeort. Es agieren bis auf wenige Ausnahmen die gleichen Personen nur einige Musiknummern wurden gestrichen und durch neue ersetzt. Einige Nummern wurden auch beibehalten und sind sowohl in der Idealen Gattin als auch in der Tangokönigin enthalten. Unter Weblinks sind die Klavierauszüge beider Werke zu finden.

## Handlung
Die Handlung dreht sich in der Hauptsache um das Verhältnis zwischen dem Grafen Cavaletti und dessen Frau. Die Ehe läuft nicht besonders gut und Elvira, seine Frau, verlässt ihn, um verkleidet als ihre Schwester Carola zurückzukommen. In dieser Rolle gelingt es ihr, ihren Gatten wieder an sich zu binden und damit am Ende ihre Ehe zu retten.

## Musiknummern
Dem unten angeführten Klavierauszug sind folgende 18 Musiknummern entnommen:
- Nr. 1 Introduktion und Duett: Mein Kind du weißt (Elvira, Pablo)
- Nr. 2 Lied: Ich habe Glück, ich bin allein (Don Gil)
- Nr. 3 Szene und Duett: Welch Eigensinn, welche Malice (Elvira, Pablo, Don Gil)
- Nr. 4 Duett: Du rauchst? (Pablo, Don Gil)
- Nr. 5a Terzett: Im Lande der süßen Kastanien (Carmen, Pablo, Don Gil)
- Nr. 5b Terzett: Geh’n Sie doch, Mein Herr! (Carmen, Pablo, Don Gil)
- Nr. 6  Duett: Donnerwetter, würde das mein Mann mir machen (Elvira, Carmen)
- Nr. 7 Finale I: Sie luden Herr Viconde uns ein (Alle)
- Nr. 8  Introduktion, Lied und Tanz (Einleitung 2. Akt):  Es jauchzen und jubeln die Geigen (Alle)
- Nr. 8a Musikalische Szene: Geliebte Untertanen mit Stolz verkünde ich (Alle)
- Nr. 9: Lied: Nur herein, nur herein (Carola bzw. Elvira)
- Nr. 10 Duett: Als ich zum ersten Mal gesehen (Carmen, Don Gil)
- Nr. 11 Marschlied: Warum soll ich heut nicht lustig sein? (Alle außer Viconde)
- Nr. 12 Ensemble: Also hören sie das wo, und wann und wie (Fast alle und Damenchor)
- Nr. 13 Tanzduett: Wenn Bollet‘ des Abends spät (Carola, Don Gil)
- Nr. 14 Duett: Ich hab eine Gattin so süß und so fein (Carola, Pablo)
- Nr. 15 Finale II: Nun bitte zur Geburtstagstour (Alle)
- Nr. 15a Entr’akt (Einleitung zum 3. Akt)
- Nr. 16 Spanische Barcarole: Liebchen komm. Erhöre meinen Liebessang (Carola, 2 Fischer, Chor)
- Nr. 17 Tanzszene
- Nr. 17 ½  Reminiszenz: Willst du mein süßer, braver, kleiner Hampelmann sein?  (Carmen, Don Gil)
- Nr. 18. Finale III: Wie seid ihr Männer alle doch so leicht zu fangen (Carola,  Pablo, Satrewski)

## Einzelnachweis
1. 1 2  Stefan Frey: Franz Lehar: der letzte Operettenkönig, eine Biographie. Böhlau, Wien 2020, ISBN 978-3-205-21005-4, S. 162, 410.